# 하이디 (1937년 영화)
《하이디》(Heidi)는 미국에서 제작된 알랜 드원 감독의 1937년 영화이다. 1880년 동명의 스토리 하이디에 어느 정도 기반을 둔다. 셜리 템플 등이 주연으로 출연하였고 대릴 F. 자눅 등이 제작에 참여하였다. 이 영화는 성공을 거두었다.

## 출연

### 주연
- 셜리 템플
- 진 허숄트

### 조연
- 아서 트레처
- 헬렌 웨스틀리
- 토머스 벡
- 마리 내쉬
- 시드니 블래크머
- 폴린 무어
- 마디 크리스찬즈
- 마르시아 메이 존스
- 에곤 브레처
- 크리스찬 러브
- 조지 험버트

## 기타
- 원작자: 조한나 스피리
- 협력프로듀서: 레이몬드 그리피스
- 의상: 그웬 웨이크링